# Campionatele Europene de tenis de masă din 2020
Campionatele Europene de tenis de masă din 2020 s-au desfășurat la Varșovia, Polonia, în perioada 22-27 iunie 2021.
Inițial, Campionatele au fost programate să se desfășoare în perioada 15-20 septembrie 2020, dar au fost amânate din cauza pandemiei COVID-19.

## Tabel de medalii
| Poz | Țară       | Aur | Argint | Bronz | Total |
| --- | ---------- | --- | ------ | ----- | ----- |
| 1.  | Germania   | 4   | 3      | 0     | 7     |
| 2.  | Rusia      | 1   | 0      | 0     | 1     |
| 3.  | Slovacia   | 0   | 1      | 0     | 1     |
| 4.  | Belgia     | 0   | 0,5    | 0     | 0,5   |
| 4.  | Polonia    | 0   | 0,5    | 0     | 0,5   |
| 6.  | Franța     | 0   | 0      | 3     | 3     |
| 7.  | Portugalia | 0   | 0      | 2     | 2     |
| 7.  | Ucraina    | 0   | 0      | 2     | 2     |
| 9.  | România    | 0   | 0      | 1     | 1     |
| 9.  | Suedia     | 0   | 0      | 1     | 1     |
| 9.  | Ungaria    | 0   | 0      | 1     | 1     |